# Rhodesiella nitidifrons
Rhodesiella nitidifrons är en tvåvingeart som först beskrevs av Becker 1911.  Rhodesiella nitidifrons ingår i släktet Rhodesiella och familjen fritflugor. Inga underarter finns listade i Catalogue of Life.